# Marisotoma
Genre
Marisotoma est un genre de collemboles de la famille des Isotomidae.

## Liste des espèces
Selon Checklist of the Collembola of the World (version du 3 septembre 2019) :
- Marisotoma canaliculata Fjellberg, 1997
- Marisotoma iremeli (Potapov, 1991)
- Marisotoma tenuicornis (Axelson, 1903)

## Publication originale
- Fjellberg, 1997  : Marisotoma canaliculata gen. n., sp. n. A new genus and species of Collembola from northwestern Europe (Collembola, Isotomidae). Pedobiologia, vol. 41, no 1/3, p. 26-28.